# Блим
Блим (фр. Blismes) насеље је и општина у источном делу централне Француске у региону Бургоња, у департману Нијевр која припада префектури Шато Шенон (град).
По подацима из 2011. године у општини је живело 165 становника, а густина насељености је износила 6,14 становника/km². Општина се простире на површини од 26,89 km². Налази се на средњој надморској висини од 407 метара (максималној 492 m, а минималној 268 m).

## Демографија
| 1962. | 1968. | 1975. | 1982. | 1990. | 1999. | 2011. |
| ----- | ----- | ----- | ----- | ----- | ----- | ----- |
| 312   | 335   | 266   | 232   | 233   | 191   | 165   |

График промене броја становника у току последњих година